# Barbacenia viscosissima
Barbacenia viscosissima är en enhjärtbladig växtart som beskrevs av Goethart och Johannes Jan Theodoor Henrard. Barbacenia viscosissima ingår i släktet Barbacenia och familjen Velloziaceae. Inga underarter finns listade.